# Liste der portugiesischen Botschafter in Monaco
Die Liste der portugiesischen Botschafter in Monaco listet die Botschafter der Republik Portugal im Fürstentum Monaco auf. Als erster Vertreter Portugals akkreditierte sich dort im Jahr 1891 der Konsul Garin de Cocconato. Eine eigene Botschaft richtete Portugal dort seither nicht ein, Monaco gehörte auch vorher schon zum Amtsbezirk des Portugiesischen Botschafters in Paris.
In Monaco unterhält Portugal ein Honorarkonsulat, das dem portugiesischen Generalkonsulat im französischen Marseille unterstellt ist.

## Missionschefs
| Name                                          | Bild   | Amtszeit                             | Anmerkungen                                                                       |
| Monaco                                        | Monaco | Monaco                               | Monaco                                                                            |
| --------------------------------------------- | ------ | ------------------------------------ | --------------------------------------------------------------------------------- |
| Emygdio Julio Navarro                         |        | 7. August 1891 –8. Juni 1894         | Ministro Plenipotenciário                                                         |
| Conde de Selir                                |        | 9. Juni 1894 –10. August 1894        | Übergangs-Geschäftsträger                                                         |
| Tomaz de Sousa Rosa                           |        | 10. August 1894 –12. Oktober 1910    | Ministro Plenipotenciário                                                         |
| António Carlos de Sousa dos Santos Bandeira   |        | 7. Oktober 1910 –25. April 1911      | Übergangs-Geschäftsträger                                                         |
| João Pinheiro Chagas                          |        | 25. April 1911 –31. Dezember 1923    | Ministro Plenipotenciário                                                         |
| João Maria Cisneiros Ferreira                 |        | 29. Dezember 1923 –27. März 1924     | Übergangs-Geschäftsträger                                                         |
| António Joaquim Ferreira da Fonseca           |        | 27. März 1924 –23. Juli 1926         | Ministro Plenipotenciário                                                         |
| João Maria Cisneiros Ferreira                 |        | 23. Juli 1926 –25. August 1926       | Übergangs-Geschäftsträger                                                         |
| Armado Humberto da Gama Ochôa                 |        | 25. August 1926 –9. Juni 1941        | Ministro Plenipotenciário, Legation 1940 nach Vichy verlegt                       |
| José Caeiro da Mata                           |        | 11. Juli 1941 –14. September 1944    | Ministro Plenipotenciário (Amtssitz Vichy), am 30. Dezember 1943 Posten verlassen |
| Carlos Pedro Pinto Ferreira                   |        | 4. Juli 1943 –15. September 1944     | Übergangs-Geschäftsträger, Amtssitz Vichy                                         |
| Augusto de Castro Sampaio Côrte Real          |        | (10.?) Februar 1945 –29. Juli 1947   | Ministro Plenipotenciário, Amtssitz wieder Paris                                  |
| Marcello Gonçalves Nunes Duarte Mathias       |        | 30. Juli 1947 –18. April 1948        | Ministro Plenipotenciário                                                         |
| Marcello Gonçalves Nunes Duarte Mathias       |        | 19. April 1948 –29. September 1958   | Botschafter, Legation zur Botschaft erhoben                                       |
| Manuel Nunes da Silva                         |        | 29. September 1958 –25. Februar 1959 | Übergangs-Geschäftsträger                                                         |
| António Augusto Braga Leite de Faria          |        | 25. Februar 1959 –22. Mai 1961       | Botschafter                                                                       |
| Marcelo Gonçalves Nunes Duarte Mathias        |        | 23. Mai 1961 –15. August 1971        | Botschafter, Posten verlassen am 19. Juli 1971                                    |
| Mário Júlio de Melo Freitas                   |        | 19. Juli 1971 –20. Oktober 1971      | Übergangs-Geschäftsträger                                                         |
| Alfredo Lencastre da Veiga                    |        | 20. Oktober 1971 –29. August 1974    | Botschafter                                                                       |
| José Manuel Borges Gama Cornélio da Silva     |        | 29. August 1974 –23. Dezember 1974   | Übergangs-Geschäftsträger                                                         |
| António Antero Coimbra Martins                |        | 23. Dezember 1974 –30. Juni 1979     | Botschafter                                                                       |
| António José Aniceto Siqueira Freire          |        | 2. Juli 1979 –17. August 1983        | Botschafter                                                                       |
| Manuel Moreira de Andrade                     |        | 17. August 1983 –30. Januar 1984     | Übergangs-Geschäftsträger                                                         |
| Walter Ruivo Pinto Gomes Rosa                 |        | 30. Januar 1984 –21. Februar 1985    | Botschafter                                                                       |
| Luis Gaspar da Silva                          |        | 14. Juni 1985 –6. November 1990      | Botschafter                                                                       |
| José Maria de Almeida Sherman de Lemos Macedo |        | 15. November 1990 –16. März 1995     | Botschafter                                                                       |
| José César Paulouro das Neves                 |        | 26. April 1995 –29. April 1999       | Botschafter                                                                       |
| Leornado Charles de Zaffiri Duarte Mathias    |        | 30. April 1999 –9. Februar 2001      | Botschafter                                                                       |
| António Victor Martins Monteiro               |        | 8. März 2001 –16. Juli 2004          | Botschafter                                                                       |
| João Rosa Lã                                  |        | 22. Oktober 2004 –8. März 2006       | Botschafter                                                                       |
| António Victor Martins Monteiro               |        | 20. März 2006 –1. Februar 2009       | Botschafter                                                                       |
| Francisco Manuel Seixas da Costa              |        | 2. Februar 2009 –27. Januar 2013     | Botschafter                                                                       |
| José Filipe Mendes Moraes Cabral              |        | 1. Februar 2013 –27. November 2017   | Botschafter                                                                       |
| Jorge Ryder Torres Pereira                    |        | seit 12. Dezember 2017               | Botschafter                                                                       |